# Hypolycaena amabilis
Hypolycaena amabilis är en fjärilsart som beskrevs av De Nicéville 1895. Hypolycaena amabilis ingår i släktet Hypolycaena och familjen juvelvingar. Inga underarter finns listade i Catalogue of Life.

## Bildgalleri

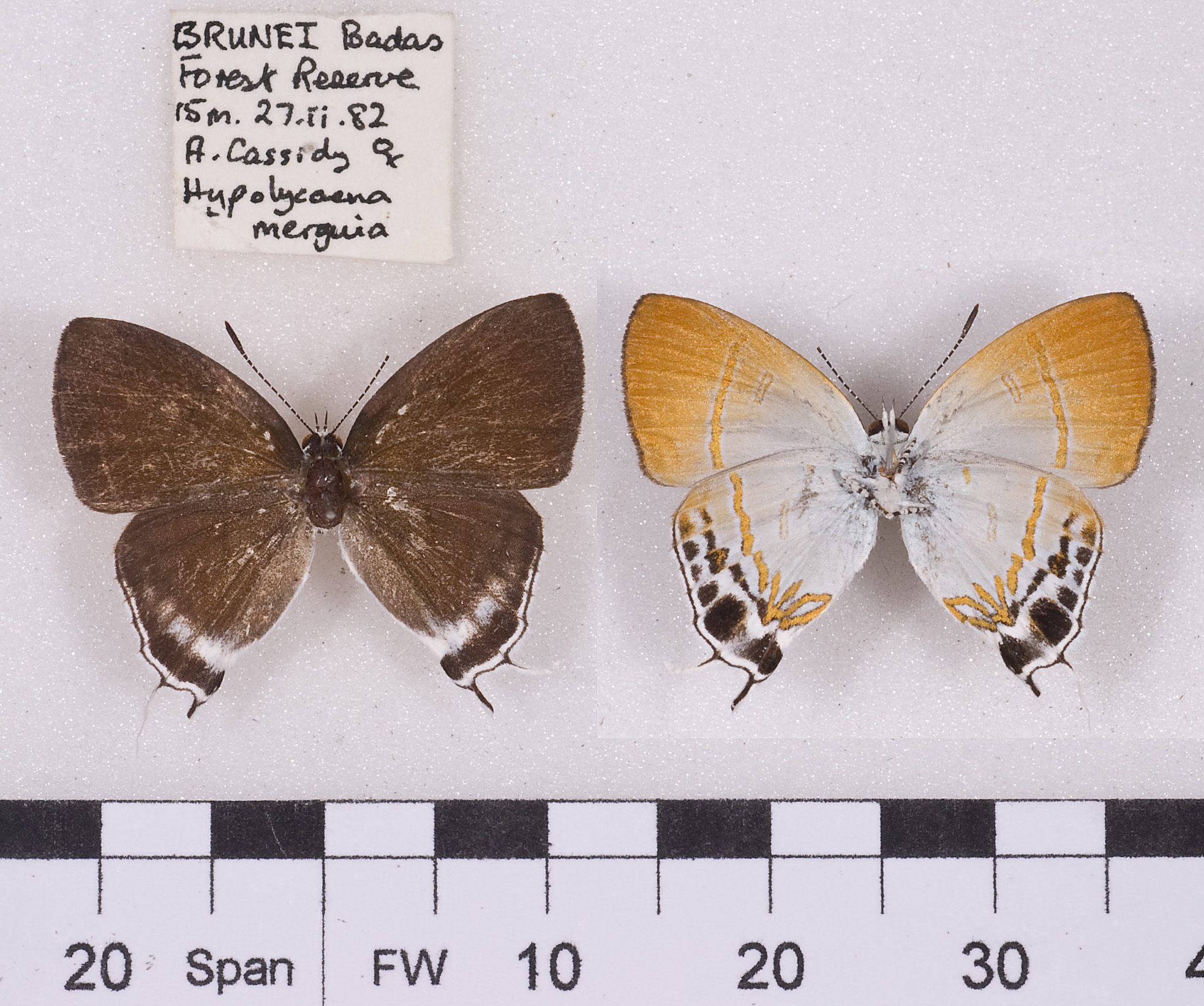